# 日本交通 (福知山市)
日本交通株式会社（にほんこうつう、Nihon Kotsu Co.,Ltd.）は、京都府北部でタクシーと貸切バスを運行する事業者である。朱色の楕円に「日交」の文字が入ったシンボルマークが目印。
現地での通称は日交（にっこう）であるが、グループ企業の同名会社が存在するため、部内では区別のため北近畿日交や福知山日交とも称される。

## 営業所（車庫）の所在地
- 福知山営業所（京都交通福知山営業所に隣接）
  - 京都府福知山市篠尾長ケ坪（北羽合）115-11
- 綾部営業所
  - 京都府綾部市駅前通57
- 東舞鶴営業所
  - 京都府舞鶴市浜1144
- 西舞鶴営業所
  - 京都府舞鶴市円満寺141
- 宮津営業所
  - 京都府宮津市鶴賀2060

## 路線

### 高速
詳細な運行案内および発券業務・共同運行に関する事項は、当該記事および#外部リンクの日本交通サイトを参照のこと。
- 福知山 - 大阪なんば線
- 福知山 - 神戸三宮線

### 一般
詳細な運行案内は、#外部リンクの京都交通サイトを参照のこと。
- 三段池線
  - 44/43 福知山駅前 - 西本町 - 広小路 - 三段池 - 三段池体育館前

## 関連会社
- 日本交通 (大阪府)
- 日交シティバス
- 日本交通大阪
- 堺日本交通
- 大タク
- 関西空港リムジン ※以前は全日空グループだった
- エクセル・リムジンサービス ※以前はリーガロイヤルホテルグループだった
- 吹田交通
- 日本交通 (神戸市)
- 日本交通 (三田市)
- 日本交通 (豊岡市)
- 日本交通 (京都市)
- 京都交通 (舞鶴)
- 日交協和
- 日本交通 (鳥取県)
- 鳥取自動車
- 中央タクシー (鳥取県)
- 倉吉交通
- 西伯タクシー
- 日本交通 (島根県)
- 島根日本交通
- クラウンタクシー (島根県)
- 鳥取県中央自動車学校